# Asota plagiata
Asota plagiata är en fjärilsart som beskrevs av Walker 1854. Asota plagiata ingår i släktet Asota och familjen nattflyn. Inga underarter finns listade i Catalogue of Life.